# Włodzimierz Krysiak
Włodzimierz Krysiak (ur. 1 września 1950 w Drawsku Pomorskim, zm. 9 stycznia 2018) – polski pedagog, doktor habilitowany, specjalista w zakresie metodyki wychowania i pedeutologii, instruktor harcerski.

## Życiorys
Był synem Antoniego i Łucji z domu Zakrzewskiej. Był aktywistą harcerskim. Pełnił między innymi funkcję drużynowego, komendanta hufca ZHP w Drawsku Pomorskim, instruktora Wydziału Harcerskiego Komendy Głównej ZHP oraz instruktora Wydziału Instruktorskiego Chorągwi ZHP. Tuż przed śmiercią był także przewodniczącym Harcerskiej Rady Naukowej Chorągwi. 28 stycznia 1986 obronił doktorat i uzyskał stopień doktora nauk humanistycznych z zakresu pedagogiki. Jako wykładowca akademicki specjalizował się w metodyce wychowania i pedeutologii. W 1999 roku na podstawie rozprawy Wychowanie obywatelskie jako element kształtowania osobowości uczniów szkół średnich w Polsce uzyskał stopień naukowy doktora habilitowanego na Państwowym Uniwersytecie Pedagogicznym w Moskwie. Był między innymi profesorem Wyższej Szkoły Humanistycznej TWP w Szczecinie, dyrektorem oraz profesorem nadzwyczajnym Instytut Pedagogiki Wydziału Humanistycznego Uniwersytetu Szczecińskiego, a także wykładowcą Państwowej Wyższej Szkoły Zawodowej im. Jakuba z Paradyża w Gorzowie Wielkopolskim oraz Szczecińskiej Szkoły Wyższej Collegium Balticum.

## Odznaczenia
- Brązowy Krzyż Zasługi (1986),
- Złoty Krzyż „Za Zasługi dla ZHP” (1992)[1]
- Srebrny Krzyż Zasługi (2005),
- Medal Komisji Edukacji Narodowej (2012)